# Orden extendido
El Orden extendido es un concepto de sociología y economía introducido por Friedrich Hayek en su libro La arrogancia fatal. Es una descripción de lo que pasa cuando un sistema adopta especialización y comercio y "constituye un proceso de obtención de información, capaz de convocar, y poner en uso, conocimiento ampliamente disperso que ninguna agencia de planificación centralizada, por no decir ningún individuo, pueda conocer como un todo, poseer o controlar".: 14  El resultado es una red interconectada donde las personas puedan beneficiarse de sus acciones y conocimientos de aquellos que no conocen. Esto es posible y eficiente porque su debida base legal reemplaza la confianza, la cual es únicamente práctica en círculos pequeños de gente que se conoce socialmente entre sí. El orden extendido parte del núcleo de la tesis de Hayek, en The Fatal Conceit, donde él argumenta que "nuestra civilización depende, no sólo de su origen pero también de su preservación, en aquello que puede ser descrito con precisión sólo como el orden extendido de la cooperación humana, un orden, aunque algo confuso, más comúnmente conocido como capitalismo".: 6 

## Desarrollo del orden extendido en la sociedad
El orden extendido "es un marco de instituciones - económicas, legales y morales - en el cual nosotros mismos encajamos al obedecer ciertas reglas de conducta que nunca hemos planteado, y las cuales nunca hemos entendido en el sentido de entender cómo las cosas que fabricamos funcionan".: 14  Este "orden resultó no de la intención o del diseño humano sino de manera espontánea: surgió de la adaptación involuntaria a ciertas prácticas mayormente morales y tradicionales, muchas de las cuales los hombres tienden a no gustar, cuya importancia ellos fracasan en entender, cuya validez ellos no pueden probar, y que no obstante tienen una justa y rápida divulgación a través de la selección evolutiva - el incremento comparativo en población y riqueza - de esos grupos que las siguen".: 6 
La adopción de estas prácticas, por estos grupos, "aumentaron su acceso a información valiosa de todo tipo, y les facilitó ser 'fructíferos, y multiplicarse, y llenar la tierra, y someterla'. (Génesis 1:28) Este proceso es quizás la faceta menos apreciada de la evolución humana".: 6 
La formación del orden extendido "requirió que los individuos cambien sus respuestas 'naturales' o 'instintivas' a otras, algo a lo que ellos fuertemente se resistieron", mientras todas y cualesquiera limitaciones en las prácticas del pequeño grupo, debe enfatizarse y repetirse, son odiadas".: 13  Esto es porque el hombre "conoce muchos objetos que ve deseables pero que no se le permite aprovechar, y él no puede ver cómo otras cualidades beneficiosas de su ambiente dependen de la disciplina a la cual está obligado a someterse - una disciplina que le prohíba a él acercarse a estos mismos objetos atractivos. Al sentir tanto desagrado por estas limitaciones, es difícil decir que nosotros las hemos elegido; en vez de eso, aquellas limitaciones nos eligieron a nosotros: nos permitieron sobrevivir".: 14 
El proceso evolutivo del orden extendido puede estimularse por incrementos en la libertad individual e incluso ha realizado alguno de sus más grandes avances durante tiempos de anarquía, sin embargo puede ser obstaculizado (y muy seguido lo ha sido durante toda la historia) por restricción del gobierno, como dijo Hayek, "La protección de varias propiedades, no la dirección de su uso por el gobierno, asentó las bases para el crecimiento de la densa red de intercambio de servicios que formaron el orden extendido".: 33  El orden extendido "no es una creación de la razón del hombre pero una segunda y distinta dotación otorgada a él por evolución cultural".: 52 
Al no poderse transferir genéticamente, la constante evolución cultural del orden extendido requiere la enseñanza y transmisión a cada nueva generación de la moralidad, las reglas, las costumbres y tradicionales predominantes.: 25  Este requerimiento cultural evolutivo también fue analizado por Will y Ariel Durant quienes dijeron: "La civilización no es heredada; tiene que aprenderse y merecerse por cada generación desde cero; si la transmisión debe interrumpirse por un siglo, la civilización moriría, y nosotros deberíamos ser salvajes de nuevo".